# Hydriomena grettaria
Hydriomena grettaria är en fjärilsart som beskrevs av Dyar 1913. Hydriomena grettaria ingår i släktet Hydriomena och familjen mätare. Inga underarter finns listade i Catalogue of Life.